# Barichneumon peregrinator
Barichneumon peregrinator là một loài tò vò trong họ Ichneumonidae.